# Sundar Singh
Sadhu Sundar Singh (în punjabă ਸਾਧੂ ਸੁੰਦਰ ਸਿੰਘ, în urdu سادھُو سُندر سنگھ, în hindi साधु सुन्दर सिंह; n. 3 septembrie 1889, Rampur, Jalandhar⁠(d), Jalandhar District⁠(d), India Britanică, India – d. 1929, Himalaya, Bhutan) a fost un misionar indian creștin. Se crede că a murit pe înălțimile munților Himalaya în 1929.
Proorociile sale referitoare la România sunt apocrife, fiind scrise de un spiritist care ar fi comunicat cu spiritul lui Singh, mort în acel moment. Ele par mai mult propagandă în favoarea războiului decât teologie creștină, scrise se pare în 1939.